# Johan Hendrik van Mastenbroek

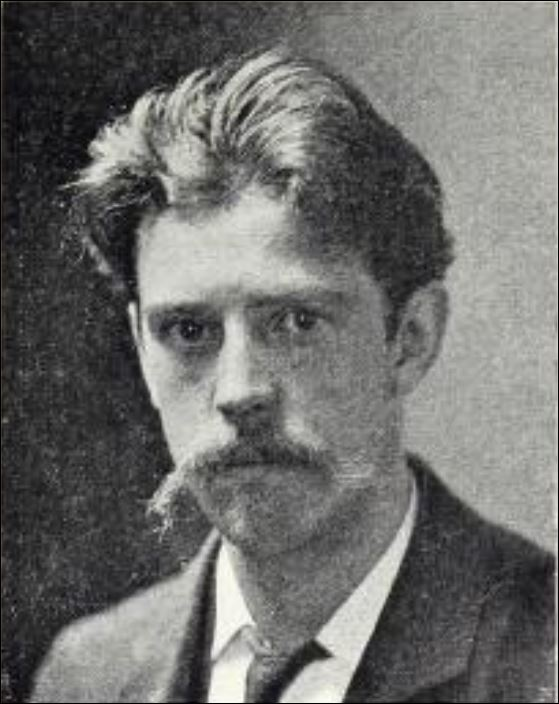
J. H. van Mastenbroek

Johan Hendrik van Mastenbroek (Rotterdam, 4 december 1875 – aldaar, 16 november 1945) was een Nederlands kunstschilder die bekend werd met zijn havengezichten van Rotterdam en directe omgeving. Daarnaast omvat zijn oeuvre o.a. de voortgang van de Zuiderzeewerken, jachtscènes, portretten en polderlandschappen.

## Leven en werk
Van Mastenbroek was de zoon van een verfhandelaar, schilderijenverkoper en kunstschilder. Hij schilderde vooral werktaferelen en had een voorkeur voor de scheepvaart. De ontwikkeling van de haven van Rotterdam was een belangrijk thema bij Van Mastenbroek. Een groot deel van het werk dat hij maakte van de aanleg van Zuiderzeewerken bevindt zich in het Zuiderzeemuseum te Enkhuizen.
Van Mastenbroek wist al jong dat hij kunstschilder wilde worden. Zijn vader, uit ervaring wetend dat het artistieke beroep onzekere tijden kende, spoorde hem aan huisschilder en decorateur te worden. Wel mocht hij avondlessen volgen aan de Academie van Beeldende Kunsten en Technische Wetenschappen in Rotterdam. Langzaam maar zeker bouwde Van Mastenbroek junior zijn ambacht af en besteedde hij meer tijd aan het vervaardigen van tekeningen en aquarellen en begon te werken in olieverf.
Al tijdens zijn leven werd Johan Hendrik Van Mastenbroek gerekend tot de nabloei van de Haagse School. Zijn haven- en stadsgezichten (voornamelijk van Rotterdam) tonen overeenkomsten met het werk van Jacob Maris (1837 – 1899). Van Mastenbroek werd ook wel de ‘kleine Maris’ genoemd. Van Mastenbroek’s vader Johannes (1827-1909) speelde een belangrijke rol voor de afzet van zijn werken. Van Mastenbroek senior had via zijn kunsthandel o.a. contact met Hermanus Gijsbertus Tersteeg (1845-1927), destijds de belangrijkste vertegenwoordiger van eigentijdse kunst in Nederland. Tersteeg kocht een aantal aquarellen en tekeningen van Johan Hendrik en bemiddelde bij de doorverkoop ervan aan zijn buitenlandse handelscontacten. Van Mastenbroek werd toegevoegd aan de groep Hollandse impressionisten.
Tussen 1900 en 1915 behaalde hij bijna jaarlijks medailles en honoraire vermeldingen op kunsttentoonstellingen in binnen- en buitenland. Vanaf 1915 legde hij zich eveneens toe op grafiek en reproductiewerk.
Johan Hendrik verhuisde van Rotterdam naar Scheveningen, waar hij in het voorname Belgisch Park zijn villa ‘Quambi’ had laten bouwen. In deze tijd behoorde hij tot de best betaalde schilders die aangesloten waren bij de Haagse Kunstkring. Op tentoonstellingen waren zijn schilderijen geprijsd tot f. 4000, zijn tekeningen en aquarellen lagen tussen de f. 650 en f. 1500.
Vanwege zijn succes was Van Mastenbroek een graag geziene exposant. Hij was lid van Arti et Amicitiae in Amsterdam en de Hollandsche Teeken-Maatschappij in de Hofstad. Voor de Haagse Kunstkring vervulde hij ook bestuurstaken.
Vanaf de tweede helft van de jaren twintig raakte hij in een artistieke impasse. Zijn kunst was bij verzamelaars nog wel gewild, maar naar het oordeel van de kunstkritiek was zijn werk ouderwets geworden. Toen hij in 1931 van de Nederlandse overheid de opdracht kreeg de Zuiderzeewerken te documenteren, had hij zijn richting hervonden. Hij maakte krijttekeningen en aquarellen. Sommige voorstellingen voerde hij tevens uit in olieverf. Hij legde ook de inpoldering van de Noordoostpolder vast. Voor wat betreft de Zuiderzeewerken was de Blinde Geul, naast het Gaatje, de Vlieter en de Middelgronden een van de vier sluitgaten die bij de aanleg van de Afsluitdijk gedicht moesten worden.

## Enkele werken

Keileemtransporteur (1931), Zuiderzeemuseum
De laatste loodjes bij de Blinde Geul (1931), Zuiderzeemuseum
Sluiten der Middelgronden (1931), Zuiderzeemuseum
Dichten van de Vlieter (1932), Zuiderzeemuseum
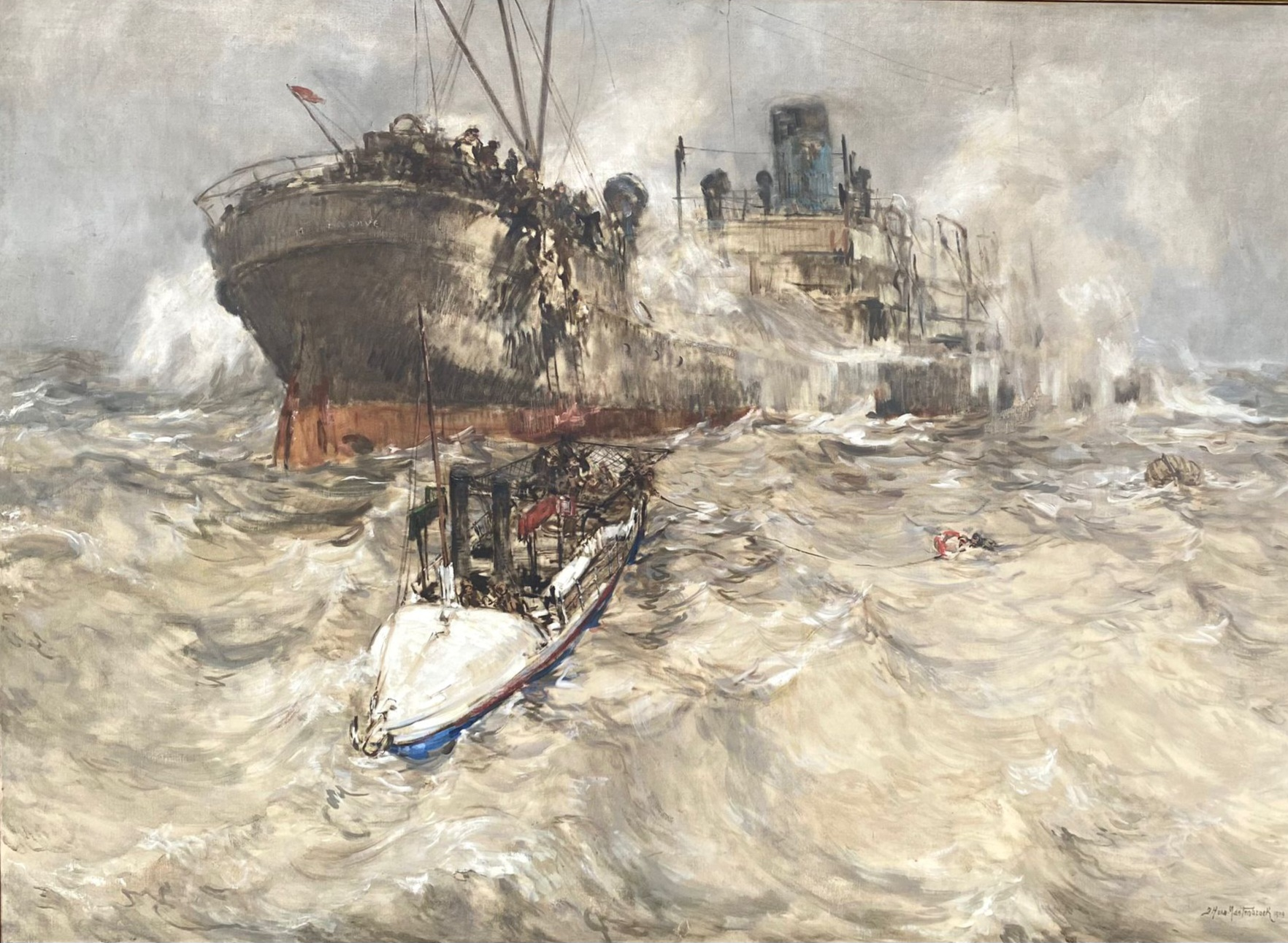
SOS schipbreuk bij Hoek van Holland, particulier
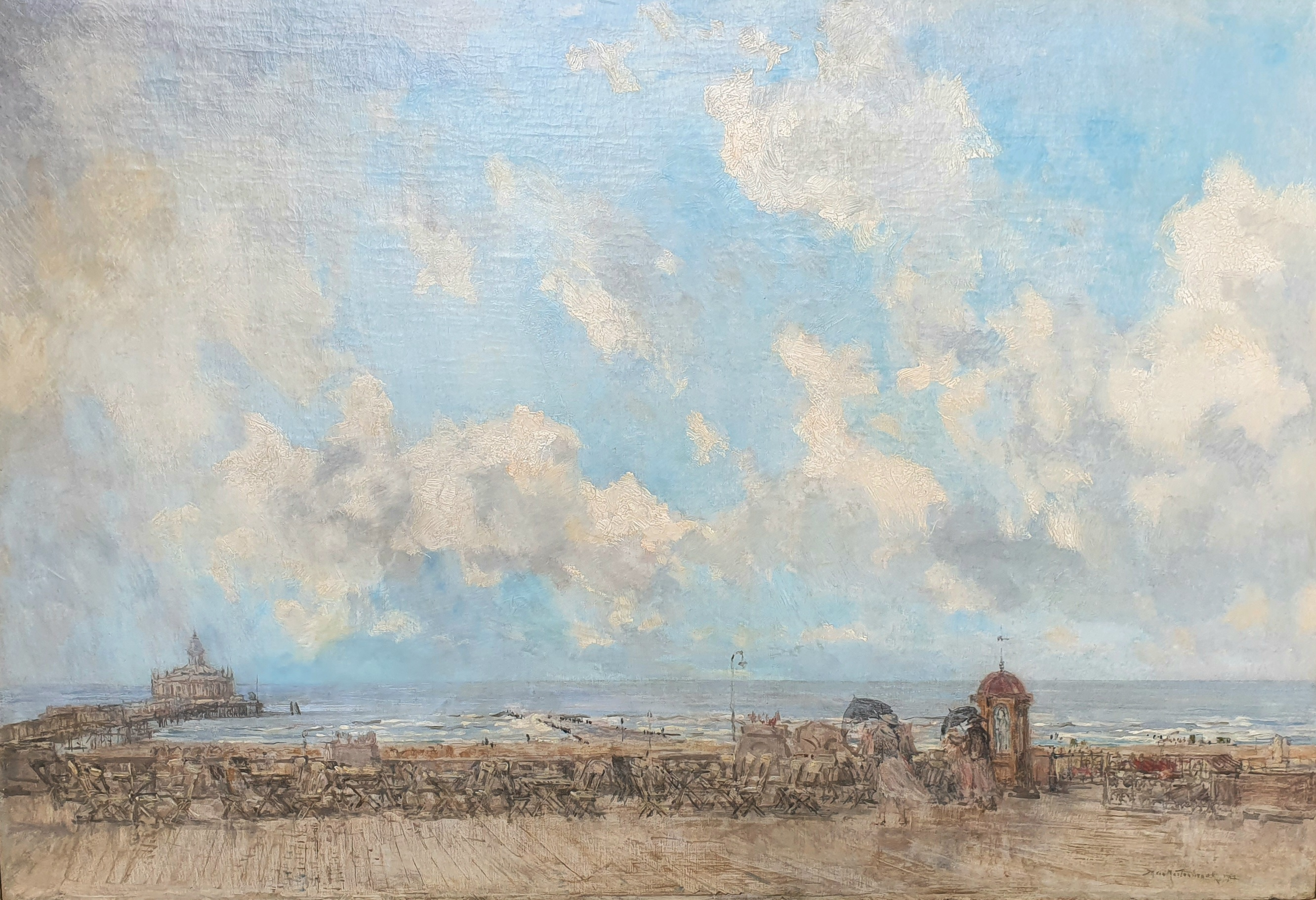
Scheveningse Pier, particulier
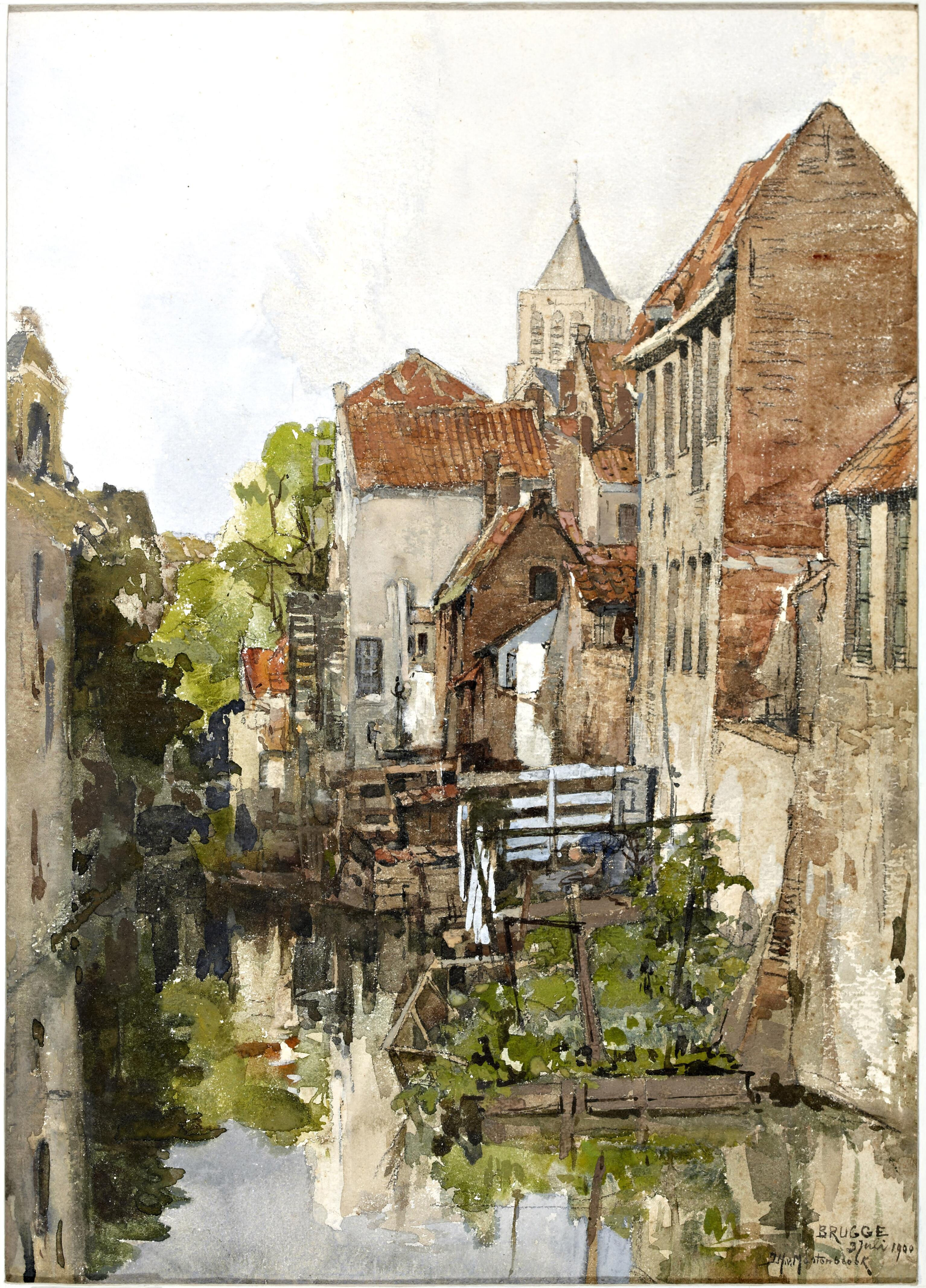
Brugge (1900)
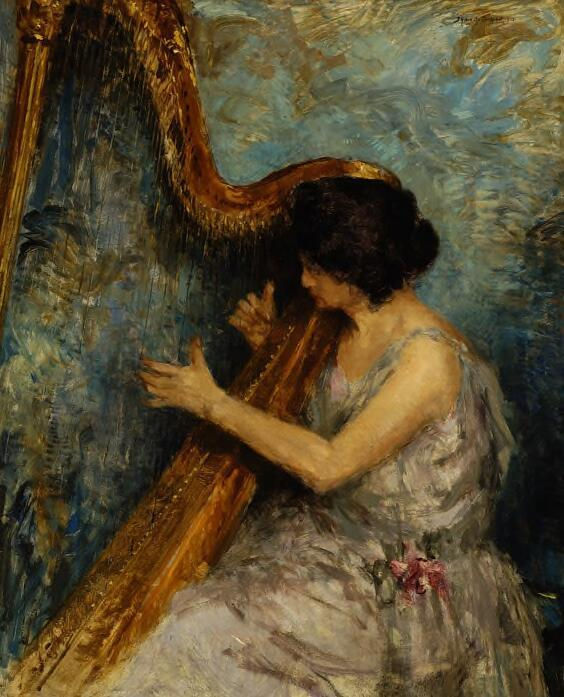
Portret van Rosa Spier (1923)